# 瀞靈廷
瀞靈廷是漫畫《BLEACH》中的想像地點。

## 概要
瀞靈廷是「屍魂界」中政治及軍事的總部，內部關鍵地帶設有「中央地下會議室堂」和「護廷十三番隊各隊舍」等類似政府機關的部門。同時是所有死神的居住之地。死神中的貴族府邸，培育死神人才的學校，以及傳授武學的私塾，亦世代建築於此。
瀞靈廷四周的瀞靈壁是由能夠阻斷靈力的「殺氣石」所建造，「殺氣石」釋放分解靈力的波動，產生球形保護罩，空中至地下各方面保護瀞靈廷，因此一般靈力的魂魄無法突破。瀞靈廷外面是屍魂界平民所居住的流魂街，平常情況下，一般平民不得進入牆壁之內。平時是用來守護靈王宮的防護措施，每逢瀞靈廷遭外敵入侵的時候，為了守護瀞靈廷而自動被傳送過去，並包圍瀞靈廷四周；但由於瀞靈廷在千年血戰篇事故頻傳的緣故，因此在瀞靈廷的城牆在這段期間內，一直持續處於環繞瀞靈廷的狀態。
瀞靈廷和靈王宮之間存在著七十二道堅固的障壁，可在受損後自動復原。只有在穿著零番隊成員（亦即「王鍵」）利用己身毛髮和骨骼製成的衣服的情況下，才能強制突破障壁和抵禦突破障壁期間的強大磨擦力。然而這七十二道障壁只要被強制突破，將會有一小時又四十分鐘的時間（原文为6000秒）無法自動復原。
要安全從流魂街進入瀞靈廷，必須通過四門中其中一門：西、東、北、南（白道、青流、黑稜、朱窪）。四個門均有門衛把守，由屍魂界中精選出的豪傑擔任，姓名先後是一貫坂兕丹坊、嵬腕、斷蔵丸和比鉅入道。
瀞靈廷境內環境優美，有大片草地及低迴的山勢。街上建築物大多外貌樸素，牆壁淺色，屋頂鋪瓦。雖然於屍魂界拯救篇一度因為黑崎一護等人和護廷十三隊之間的決鬥，造成部分地區遭到破壞，但由於事後重建工作火速進展的緣故，經過修復後的瀞靈廷，模樣和平時並無二致。後來在千年血戰篇經過無形帝國旗下軍隊的摧殘而變得滿目瘡痍，大面積的房屋設施受到嚴重毀損，亦造成為數眾多的死神傷亡。

## 組織

### 『中央四十六室』
由屍魂界全境中集中起來的四十位賢者和六名審判官組成，是屍魂界最高的司法機關，但思想陳腐不近人情。
死神無論在屍魂界或是現世中犯下的罪孽都會接受四十六室的審判。如果裁定需要出動武力的話，就會通過秘密的消息地道，用密令符向十三番隊或其他執行部隊下達命令。一般來說凡是四十六室已經做出的判決，連隊長級別的人也不准提出異議。
上一屆的四十六哲賢被藍染惣右介所殺，之後藍染以四十六室的名義發出假命令，裁決朽木露琪亞死刑。藍染回到虛圈後，護廷十三番隊總隊長 山本元柳齋重國暫時代替中央四十六室全權負責屍魂界的決定。
空座町大戰後，新任的四十六室接續上任，並宣判藍染將囚禁在地下監獄第八層 無間地獄兩萬年。

### 『技術開發局』
比較護廷十三番隊、刑軍等組織，是新近設立的機構。初代、二代目的局長都是十二番隊的隊長，是上一屆十二番隊隊長浦原喜助於劇情開始的百餘年前所創。該機構負責開發死神技術；研究魂魄的力量；出產死神用品如靈魂糖果及義骸；監控現世與屍魂界的情況，幫助前往現世的死神執行任務。技術開發局可分為『電信技術研究科』、『電波測量研究科』、『矯正實勤班』以及負責監視屍魂界內任何通信情況的『通信技術研究所』。一旦通信技術研究所的裝置察覺觸犯規定的情報，研究員就會根據裝置發出的警報檢查內容，向技術開發局長報告；之後則依據技術開發局長的判斷，向總隊長或是隱密機動隊發送情報，並且對違規的對象做出相對應的處分。

### 『隱密機動』
現任總司令是護廷十三隊．二番隊隊長--碎蜂。上屆是四楓院夜一。 
『隱密機動第一分隊．刑軍』
專門負責處刑和暗殺違背屍魂界法律的死神，對虛進行偵查與監視的執行部隊。隊員擅長「白打」，並穿著黑色蒙面的緊身服。軍團長一旦拔刀，全團便加入戰鬥，意味著處刑演武的開始。
『隱密機動第二分隊－警邏隊』
專門負責諜報的部隊，隊長是大前田。
『隱密機動第三分隊－檻理隊』
專門負責將在瀞靈廷內被視為危險份子的人投入獄中並監視他們。由於特別檻理棟會要求拜訪此地的死神必須卸下身上的武器才能踏入此處，因此要成為檻理隊分隊長的條件之一，便是能在不攜帶任何武器的情況下直接以空手制伏特別檻理棟的囚犯。前分隊長為浦原喜助。
『隱密機動第四分隊－飛謀隊』
專門負責搜索失去下落的死神。在作者的官方網站中提及。
『隱密機動第五分隊－裏廷隊』
專門負責迅速將命令傳達到各部隊的傳令部隊。隊員制服為頭戴屋簷狀的簑笠，身穿深紅色上衣與黑色長褲，並且會背包上放置紫色筒狀物。雖然傳令方式比地獄蝶更加快速準確，但傳達的命令僅限一級嚴令。

### 『鬼道眾』
專門使用鬼道作業的部隊。專門從事打開通道、撐開結界、封印等任務。百年前的大鬼道長為握菱鐵齋，副道長為有昭田鉢玄 。

### 『女性死神協會』
於動畫13集提及，並且在動畫版第66集死神黃金圖鑑時段正式登場的女性死神組織。為了提高女性死神地位與交流而成立的組織，該組織所提出的建議甚至還能對中央四十六室產生相當程度的影響。提議將義魂丸更名的正是此協會。成員有會長草鹿八千流，副會長伊勢七緒，代理副會長涅音夢，理事長卯之花烈，四名理事碎蜂、虎徹勇音、松本亂菊、虎徹清音。由於八千流委託涅音夢在朽木家的宅邸設置秘密基地的緣故，朽木家的宅邸因此成為女性死神協會的活動據點，有時八千流也會挪用部分經費購買玩具和點心，並將她的收藏物放在此處（朽木白哉對此渾然不知情）。偶爾女性死神協會來到現世舉辦慰安旅行。

### 『男性死神協會』
為男性死神成立的組織。成員有會長射場鐵左衛門，副會長伊江村八十千和，理事有大前田希千代、吉良井鶴、荻堂春信、檜佐木修兵、浮竹十四郎。但在動畫版死神黃金圖鑑裡，男性死神協會經常遇到預算被裁減的狀況，原因十有八九是因為女性死神協會的緣故

### 『檢疫局』
針對從瀞靈廷外界進來的東西，診斷檢查是否為有害物質的機關。

### 『貴族』
- 「四大貴族」

是屍魂界四個最古老的家族，與王族血統相近，本身互相亦為親戚，代代皆出具有不凡靈力、或能力出眾的人，接受英才教育，於護廷十三番隊及其他組織擔任要職，捍衛王室，身懷為屍魂界大眾立下榜樣的義務，惟近代成員不是被屍魂界流放就是幾乎絕嗣。朽木家和「天賜兵裝番」四楓院家都位列其中。「志波家」原為成員之一，合稱「五大貴族」，現已沒落。此外，瀞靈廷規定這些貴族的當主不得全員集中於同一個場所。
朽木家
四大貴族之首，與王族關係最密切，權力也最大，其成員在所有貴族中最受敬仰，僕人眾多，是所有死神的典範，以維護與執行屍魂界的定則為職責。現已傳至第二十八代、也是史上最優秀的繼承人——朽木白哉，不過白哉及其亡妻緋真夫人沒有子嗣。其他已知成員僅有曾任六番隊正副隊長的朽木銀嶺、多年前戰死的朽木蒼純以及故事的准主人公朽木露琪亞（動畫版原創斬魄刀異聞錄篇曾出現原創人物，作為朽木銀嶺女婿的朽木响河）。家徽圖案是六角型，內部有雙背馳飛行的鶴鳥，中央則是印著一枚櫻花。朽木家的歷代當家通常兼負著護廷十三隊六番隊隊長的職位。在動畫第355集，則透漏朽木家每逢過年時，都會指派一名女性跳祝賀之舞的習俗。
四楓院家
號稱天賜兵裝番，代代繼承統領刑軍的職責。於第一部劇情前傳至第二十二代兼首任女性繼承人——四楓院夜一。故事開始的百餘年前，夜一本擁有公主的稱號，然而因為協助遭通緝的朋友浦原喜助潛逃，被逐出屍魂界。家徽圖案外圍是枚六角型，內部兩枚交疊長方型的邊緣綴有楓葉，最中心則是一枚包含新月型的小正方形。在第二部劇情透露四楓院家已將當家職位傳給第二十三代繼承人，即夜一之弟四楓院夕四郎。
綱彌代家
僅在官方小說「Can't Fear Your Own World」登場，曾是五大貴族之首，在收集所有情報的大靈書迴廊設立之前是負責記錄著一切歷史的守門人，其後掌管作為影像監視統括機關的映像廳，然而此機關因貴族過度干預而欠缺公信力，且情報網逐漸不如與其合作的技術開發局，因此淪為閒職。
未知姓氏
僅在官方小說「Can't Fear Your Own World」提及，過去其主張將地獄隱藏起來。
- 原五大貴族

志波家
基於不明原因被另外四大貴族追殺，已沒落。遺下的後代遭流放在流魂街。最後兩名成員是著名煙火師志波空鶴及其弟志波岩鷲。岩鷲曾是黑崎一護一行人的重要夥伴，一同救出朽木露琪亞。家徽圖案是「墜天的崩塌漩渦」。
主要成員：志波空鶴、志波岩鷲、黑崎一心（原名志波一心）、黑崎一護、黑崎夏梨、黑崎遊子（以上兩人目前在現世）、志波海燕、志波都、黑崎真咲（以上三人皆已過世）
相關：石田家（與一護這代是遠親）：石田龍弦、石田雨龍、石田宗弦、石田栗繪（以上兩人已過世）
- 上等貴族

成員有護廷十三番隊八番隊長京樂春水、霞大路家的霞大路琉璃千代（動畫原創）。成員也有可能選擇居於瀞靈廷以外。
- 下級貴族

成員有護廷十三番隊十三番隊長浮竹十四郎及蜂氏家族。成員也有可能選擇居於瀞靈廷以外。其中蜂氏家族代代效忠於四楓院家並進入刑軍任職，若是沒能加入刑軍的家族成員，將會遭到流放，目前蜂氏家族已傳至第九代，並在四楓院夜一離開屍魂界後，由碎蜂繼承統領刑軍的職責。
- 其他貴族

龍藤寺家
於劇場版「無人的記憶」登場，屍魂界貴族之—，基於不明原因被屍魂界驅逐，在斷界流浪一千多年，後極力尋找由「斷界」欠魂思念之意所產生的「思念珠」用來毀滅世界。
痣城家
僅在官方小說「Spirits Are Forever With You」登場，為武藝方面相當出色，即便遭逢變故，仍坐擁豐厚財產的貴族世家，後來因為被其他貴族設局陷害的緣故，現已沒落。家族裡最出名的成員暨唯一的倖存者，為曾任護廷十三隊十一番隊隊長的第八代劍八——痣城雙也。

### 『王族』
屍魂界的王之一族，從不干涉中央四十六室的任何決定。一般來說除了總隊長級別以及四大貴族，其他人不可能見到。其領導人為「靈王」，象徵著屍魂界絕對不可動搖的存在。「靈王宮」在屍魂界中的一個封閉的空間內，這個特殊的空間平時以瀞靈壁保護著，並由「王族特務」負責保護，只能透過「王鍵」才能進入靈王宮。

### 『王屬特務 零番隊』
於過去篇首度提及、千年血戰篇正式登場。守護著屍魂界以外的空間，負責保衛靈王住的靈王宮、管轄旗下的零番離殿、抵禦普通死神無法應對的大虛等，只有具備隊長級實力以上、被「靈王」認可的死神才有可能獲選晉升為零番隊的成員。零番隊的旗下沒有基層成員，現有的五名成員的實力皆為隊長級之上，且全員總體的戰鬥實力凌駕於整個護廷十三隊之上，因此不到緊要關頭絕不輕易現身甚至是親赴前線作戰。零番隊的特有標誌為黑色菱形裡添加四枚有如手裡劍般的四角星形（代表組織隊花沉丁花），並且有著專屬的移動工具（天柱輦）和旗幟。每位成員都是在屍魂界裡創造出某些事物，具備著舉足輕重的地位，被靈王認同為「屍魂界」歷史的佼佼者，而且成員們的個別稱號都暗示著該成員司掌的職責。

### 『靈王之刃』
守護靈王宮的護衛兵，全員皆穿戴著黑底白邊的頭盔和衣褲，配戴輕便的刀劍。

### 『靈王之盾』
守護靈王宮的護衛兵，成員的體型較一般人來得魁梧，穿著類似靈王之刃的黑底白邊制服並配戴黑色面罩，不同於靈王之刃強調機動性的特質，靈王之盾主要藉著手持巨盾防禦敵方的攻擊。

## 建築物

### 『護廷十三隊總部』
可能與一番隊的隊舍連接。在此裝有聯絡線路及大幕，方便山本總隊長向身處現世執行任務的死神隊員發號施令。

### 『護廷十三隊隊舍』
護廷總共十三隊死神，住宿、膳食的地方皆設於瀞靈廷中央。每隊隊舍皆空間寬敞，分有辦公室、隊長休息室等等。
以下按編號列出各隊：
- 一番隊：有供護廷十三隊隊長開會和舉行祭典的大殿，也有供護廷十三隊副隊長開會的副隊長會議室，設有一張長桌和十三個位置。另外在護廷十三隊隊長開會的期間，其他人士都不得在旁偷窺與監聽會議內容。總番隊舍地下則設置著專門囚禁犯人的真央地下大監獄。
- 二番隊：位於山上，有長階梯直上山頂，梯前有柱印有「二」字標記，兩旁植樹、草叢濃密。由於副隊長 大前田希千代出資裝潢的緣故，隊舍內設有全供暖地毯、自動門和冷暖器[15]。
- 三番隊： 在三番隊的隊舍裡，有著市丸銀在任隊長時期種植的柿子樹。每逢柿子成熟的時候，市丸銀總會將摘下來的柿子做成柿子乾，並委託吉良井鶴分送給其他番隊[16]。前任三番隊隊長 鳳橋樓十郎於空座町戰爭落幕並回歸三番隊後，亦承續了製做柿乾並分送給其他番隊的傳統習慣[4]。
- 四番隊：位於僻靜之地。除隊員宿舍外，一部分作為綜合救護所（或稱綜合勤務室），約有兩層。外有花園。牆壁潔白，屋頂有簷篷，有木造橫樑、支柱等物。
- 五番隊：約有兩層。外有花園。屋頂有簷篷，有木造橫樑、支柱等物，藍染在任隊長時設有書法教授室。平子真子在110年前擔任隊長的時候，隊舍裡還放著一座黑膠唱片撥放器[17]。
- 六番隊：共有三層。一邊連接大街，從街上可清楚望見臨街一邊各房間的窗戶，內部格局一目了然，每層房間分作單位，形狀近四方。窗框木造。臨街的牆壁直立，並無露台或任何裝飾。建築物風格似貫徹隊旨「高潔的理性」。隊長朽木白哉曾在頂樓房間靜養傷勢，從窗戶俯覽大街的風景。隊舍內有禁錮犯人的監獄，朽木露琪亞、阿散井戀次曾被拘留於此。
- 七番隊：內有木造的大堂，用未曾打磨、保持自然形態的木頭作裝飾支柱，牆上懸掛四幅自然靜物畫，地上鋪蓆，有如廟堂。隊長狛村於隊舍後面養了一隻叫五郎的狗。
- 九番隊：在番隊的隊舍範圍內，設有二層樓的瀞靈廷通信集編輯室，一樓專門用來印刷出版的刊物，二樓則提供隊員們審閱原稿與負責編輯的工作，編輯室內最深處則是專門提供編輯長進行校對的編輯長室[4]。
- 十一番隊：有專供隊員打鬥的房間，內有武術比試台，隊內各員日常用以練習，氣氛熱鬧。有隔扇門連接其他房間。隊舍此部份僅有一層，窗戶通往草地及大街。
- 十二番隊：連接著技術發展局，110年前隊舍被浦原喜助大規模裝修，現時是眾隊舍中最有現代風格的隊舍，涅繭利的房間也在技術發展局內。副官室則被修建成涅音夢的專門維修室[4]。根據修多羅千手丸所言，相較於她還在十二番隊的時期，現今技術開發局的門禁機關，似乎變得不如以往那般嚴密[13]。
- 十三番隊：隊舍處於郊外，因為隊長浮竹十四郎多病，於是闢出一間獨立房間專供隊長靜養，是一座位於河上的亭子，名叫「雨乾堂」。河堤上種植竹、草、花樹，宛如園林，門前用竹簾遮掩，浮竹常年居於此。露琪亞曾經在破面篇借用隊舍後方的練習場，協助織姬進行能力訓練。此外，十一番隊副隊長 草鹿八千流從朽木家宅邸偷撈的珍貴錦鯉放養於雨乾堂，但浮竹對於此事仍絲毫不知情[18]。

### 『懺罪宮』
位於瀞靈廷中央、護廷十三隊隊舍以南的高地，是囚禁重罪犯的地方，朽木露琪亞在這裏住過近半個月。內分為深牢，以數字編號，露琪亞被拘禁於四深牢。建築物外貌為白色巨塔，由「殺氣石」築成，有階梯通往高處的囚室，在塔的另一邊又有繩橋通往雙殛台。黑崎一護曾與阿散井戀次戰於塔前，其後戀次又在此和隊長朽木白哉決鬥。
獄卒的白色制服罩蓋全身，使其不得與犯人直接碰觸。

### 『雙殛台』
刑台，現時已被黑崎一護破壞。一番隊副隊長 雀部長次郎被無形帝國的人士殺害後，遺體被安置於此處臨時搭建的木檯子上，由護廷十三隊的成員執行火葬。

### 『行刑地』
於官方小說三提及，為屍魂界舊有時代所設置的處刑地。被押到此處的犯人，將會在數名貴族的監視下，被駐留此處的虛殺害並予以吞噬，作為處決犯人的手段。自從痣城劍八在此處斬殺了行刑的虛，連帶地讓當時旁觀的貴族遭到替換並予以處決後，中央四十六室亦受到此事的影響，從此廢除這項刑罰制度。

### 『地下水道』
流經瀞靈廷全境，沒有障礙物，可通往廷內任何一處建築物。構造非常複雜，只有負責打掃、補給及救護的四番隊隊員能完全掌握。內有牢鎖保險庫，存有瀞靈廷主要部門的備用鑰匙，包括懺罪宮。隱密機動部隊常用以快速行動如緊急傳令、突襲。隱密機動第五分隊－裏廷隊則用作傳達中央四十六室的一級嚴令。

### 『垃圾場』
分布於瀞靈廷的蔓延走道上，被設計成很深的大坑洞，大多數的垃圾都會被丟置此處，有的垃圾場還會在旁邊加裝攀爬用的梯子。志波岩鷲和綾瀨川弓親在屍魂界拯救篇展開追逐戰時，兩人曾經因為不小心，雙雙跌落垃圾場裡。

### 『地下救護牢』
位於綜合醫護所地下的牢房，牆上有個狹窄的通風口，內有幾張簡便床鋪與座椅，被帶到此處的人，都要換上白色的長襦袢，並且銬上封印靈壓的手銬以限制行動。石田雨龍、茶渡泰虎、志波岩鷲被護廷十三隊的成員分別擊敗，並且送到綜合救護診所接受治療後，被暫時安置此地一段時間。後來更木劍八、草鹿八千流、斑目一角、綾瀨川弓親等人為了幫助井上織姬與石田等人會和，還破壞了拘留牢房的天花板。

### 『綜合救護診所』
連接救護隊四番隊的隊舍，十三隊的傷病員會在急救處理後送往這裡進行進一步治療。地方僻靜，方便靜養。通往花園，園內種有樹木。倘若是傷勢較為嚴重的傷患，則會被安置於設有醫療儀器的「重度創傷治療區」接受手術治療。

### 『大靈書回廊』
強制收集屍魂界所發生之事象、情報做成記錄並加以保存的地點。

### 『中央地下會議室堂』
中央四十六室的議事廳。只有被召喚的人才可以進入中央地下會議室堂，所在地隱秘，內有密室。
藍染惣右介在殺害上一屆的四十六哲賢後，曾在中央地下會議室堂內藏身。

### 『清淨塔居林』
諸多白色柱子聳立的地方，是中央四十六室的居住地區，同時也是全瀞靈廷當中，唯一不論任何理由都無法進去的完全禁入區域。市丸銀曾經帶領雛森桃來到此處與藍染惣右介會面，導致雛森桃被藍染持劍身體而重傷倒地，也間接讓來到此處調查的日番谷冬獅郎與藍染展開決鬥並敗給對方。其後卯之花烈帶領虎徹勇音來到此處，揭露藍染叛變的真相。

### 『技術開發局』
該機構分為
- 開發死神技術的研究室：局長及其女兒經常逗留的地方。
- 現任局長用作折磨拷問的囚室。
- 武器庫。
- 監控現世情況的部門『影像廳』，露琪亞的義骸曾被運到此。
- 龐大資料庫。

### 『真央地下大監獄』
座落於總番隊隊舍的地下監獄，屍魂界的犯人經過中央四十六室審判後，所囚禁的地方。地下監獄一共分為八層，判刑越重的犯人，刑期越長，就連被囚禁的樓層也會越往下。
- 地下三樓 眾合：地下監獄第三層，違反屍魂界規定使用禁術的犯人多半集中於此。在劇情開端的110年前，前任鬼道眾長 握菱鐵裁因運用禁術和浦原喜助拯救平子真子等人，再加上被藍染誣陷罪名，遭中央四十六室裁決監禁此層樓，但隨即被四楓院夜一介入並救出浦原和鐵裁才逃過一劫。
- 地下八樓 無間：地下監獄最底層，整棟監獄擁有無限寬廣、但被封閉至一絲不漏的程度的空間，入口處設有厚重的機關巨門，除了被判監禁此處的犯人之外，未經獲得許可條件的對象皆不得踏進監獄一步。被四十六室判定罪刑過於深重的重大要犯皆囚禁於此。待在這層樓的犯人刑期不但長達一萬多年，而且會被附有縛道的布條束縛五感和肢體行動，關在不見任何光源的牢房裡[10]。第八代劍八 痣城劍八以及曾叛逃到虛圈的藍染惣右介皆被判決監禁在這層監獄。四番隊隊長 卯之花烈於千年血戰篇曾在此指導十一番隊隊長 更木劍八進行武術訓練。

### 『地下特別監理棟』
座落於二番隊舍領地西北方向，面積等同於30個房間左右的巨大護城河內部，專門用來囚禁沒有犯錯卻又危險的死神的場所，通稱「蛆蟲巢」。要進去此處的人，必須先卸除身上的武器才能獲得通行許可，裡面的犯人還會隨意攻擊進來蛆蟲巢的人。110年前涅繭利和近加入護廷十三隊之前正是被安置於此，直到浦原喜助親自邀請他們，才離開蛆蟲巢。

### 『地下修行場』
浦原喜助與四楓院夜一在年少時期，於雙殛台底下挖掘建造的秘密修行地，雖然位於地面之下，卻有著相當廣闊的活動空間，裡面還有能夠幫助使用者迅速療傷的特設溫泉。浦原與夜一加入護廷十三隊之前，就經常來到此處互相切磋、鍛鍊自己的實力。後來的一護與戀次也是在這裡完成卍解訓練。

### 『大前田家的宅邸』
前任及現任二番隊副隊長 大前田希之進和大前田希千代的住處，入口處的木製大門掛有題著「大前田」漢字的匾額。

### 『真央靈術院』
亦稱「死神統學院」。約二千年前由護廷十三隊前任總隊長——山本元柳齋重國創校，山本在初年任教於此。理念及傳統是培育年青一代死神，成為未來的護廷十三隊、隱密機動及鬼道眾。距今約五十年前，第一年第一班（精英班）的班主任是大宇奈原嚴吳郎。要進入真央靈術院就讀的學生，必須先通過入學測驗，才能進入學院修習長達六年的課程，而且還得在通過畢業考後接受入隊測驗，進而取得加入護廷十三隊的資格。由於入學測驗的難度偏高，因此很多考生屢次捲土重來的情況亦屢見不鮮，然而在劇情裡，也不乏某些具備過人資質的學生首次參加測驗便順利過關，甚至提早完成真央靈術院的學習課程的狀況。
護廷十三隊成員幾乎都在此畢業，由上一輩的京樂春水、浮竹十四郎，以至年輕一輩的朽木白哉及日番谷冬獅郎。朽木露琪亞是例外。藍染惣右介過去也曾受中央四十六室指派，在此任教一段時期。根據官方小說「The Honey Dish Rhapsody」的描述，真央靈術院為了讓死神們可以理解屍魂界與現世的生活習慣和文化差異，還特地在70年前開辦了「現世學」的課程。後來屍魂界在千年血戰篇收到無形帝國的宣戰通告，因而將死神與滅卻師的戰爭歷史從教科書裡刪除。
校舍如圍城狀，有外牆包圍學院，被大門隔斷。牆內植有樹木。教室寬闊，天花板上並無燈照明，但設有窗戶讓陽光透進；設有黑板及講台，桌椅橫放成行面對講台。天花板、走廊通道、教室地板、門等一概用木建造。靈術院大門是向著流魂街第一街潤林安，校舍則處於瀞靈廷，是流魂街和瀞靈廷的連接點。
學生的制服為白色和服上衣搭配袴 (和服)，依據學生的性別，上衣繡邊和袴的顏色可分為藍色和紅色。真央靈術院也會安排學生到現世進行實習課程，以學習在現世對抗虛與渡化整的方式，並且讓隨行的教職人員負責保護學生的安全。儘管如此，抵達現世實習仍有相當程度的危險性，倘若學生在現世實習時稍有不慎，還是會遭到虛攻擊受傷甚至死亡。
千年血戰篇中，三分之二的講師為了保護躲在宿舍避難的學生而戰死，導致瀞靈廷為此急於物色講師人選。

### 『眼鏡的銀蛉蜓』
前任護廷十三隊六番隊副隊長銀銀次郎在瀞靈廷開設的眼鏡行，副店長為銀美羽，店招牌為停在一副大眼鏡上方的蜻蜓。六番隊副隊長 阿散井戀次經常在閒暇時光顧這家眼鏡行。

### 『久里屋』
於單行本第18集人物草稿設定圖和官方小說「The Honey Dish Rhapsody」提及，是瀞靈廷內的人氣日式糕餅店。八番隊隊長 京樂春水非常喜歡這家店裡販售的德利最中（加了酒粕的糯米紅豆點心）。但由於這家店的德利最中，是採用酒精度數非常高的上等酒糟製作而成，因此井上織姬在享用完德利最中後，還一度因為酒精度數過高而當場醉倒。

### 『元字塾』
護廷十三隊前任總隊長 山本元柳齋重國於年輕時期任教的私塾，設有寬廣的庭院和迴廊，週圍種植著多株柳樹，年輕時期的雀部長次郎經常來到此處造訪山本，並於此處的庭院通過後者的卍解測試。

### 『貴族宅邸』
瀞靈廷內居有與王族血緣相近的貴族。最大的四個家族中以朽木為首。朽木家的大宅有木柱建造的廣大廳堂，寧靜肅穆，花園景色一覽無遺。正門前有一個巨大池塘，裡面世代飼養血統純正的珍貴錦鯉。約五十年前的早春，緋真夫人病逝於此。園子內植有梅樹。白哉房門前亦有一條為他挖修的人工河。此外，屋後有朽木白哉父母的墳，低於園子地面，可從矮斜坡走下，四周青草綠樹環繞。

### 『靈王宮』
屍魂界王族「靈王」的宮殿，座落於屍魂界中的一個封閉的空間內，這個特殊的空間由「王族特務」負責保護，進入王宮所在空間的關鍵道具是「王鍵」。「王鍵」的所在處由代代護廷十三隊總隊長口傳，但其實所謂的「王鍵」是被遴選為「零番隊」的成員藉由「靈王」之力重新架構的「身體」。也因為此處距離瀞靈廷有段相當的距離，加上零番隊成員特有的交通工具「天柱輦」沒有回程的移動功能，所以要前往靈王宮的對象，必須跟著零番隊成員搭乘天柱輦，藉著流魂街煙火師志波空鶴的花火大砲的瞬間爆發力道，才能抵達靈王宮。通常除王族的親戚、高等貴族成員及身份重要的官員如護廷十三隊總隊長之外，其他人不得內進，但亦有類似黑崎一護等人因為特殊理由，被零番隊帶往靈王宮，或是透過非正式途徑抵達此處的特例（如友哈巴赫）。
靈王宮的地勢極其寬廣遼闊，設施豐富，通往宮殿的入口處「靈王宮表參道」設有多重巨柱，懸浮於靈王宮中央猶如大型繭的建築物，為「靈王」休憩的本殿「靈王大內裏」。旁邊圍繞著懸空的五個盆狀場地，則是歸屬零番隊管轄的城市「零番離殿」。來訪者必須藉著圓形的飛行機關，才能抵達本殿和各個「零番離殿」。每座零番離殿的名稱，幾乎各別包含著一種動物，同時也分別司掌著不同的功能。
雖然零番隊成員可藉著「天柱輦」抵達瀞靈廷郊外，但由於零番隊成員不能隨意離開靈王宮，故在「靈王宮表參道」設有一道隱蔽的螺旋機關階梯，可在必要時讓外來的訪客經由此通道返回瀞靈廷。俱備一定實力程度的死神即便在使用瞬步的情況下，仍需耗費一週的時間才能通過該條通道。
千年血戰篇裡，由於零番隊成員運用自己的毛髮和骨骼，為一護製成擁有高度耐久性和防禦力的衣裝，以至於後者在離開靈王宮抵達瀞靈廷時，強行突破座落於靈王宮和瀞靈廷間的七十二道結界，反令無形帝國的領導者猶哈巴赫掌握此契機，趁著七十二道結界尚未閉合前進攻靈王宮，爾後更被猶哈巴赫強行改造成無形帝國的據點「真世界城」。
- 「靈王大內裏」

專門供給靈王休憩的宮殿，此處有身著素色衣褲的侍從，負責服侍靈王的起居。
- 「麒麟殿」

麒麟寺天示郎負責管轄的「零番離殿」，設有面積廣大的療傷溫泉。每逢麒麟寺天示郎需要為重傷患進行溫泉療法的時候，都會將傷患浸泡於「白骨地獄」的溫泉裡，讓溫泉吸收從傷者體內排出的受損靈壓和血液，進而在佈滿紅色溫泉的「血之池地獄」轉換成新的血液，接著再將傷患置於血池裡，藉著反覆執行的療程，徹底清理壞死的血液和靈壓，達到治療傷患的效果。倘若浸泡療傷溫泉的對象沒有將毛巾頂在頭上，便逕自全裸浸泡於溫泉池裡，反而會讓自己的靈壓之芯離開身體，或是受到溫泉過度治療的影響，導致身體腐爛爆裂而當場死亡，治療時間的長短，則視傷患的傷勢程度而定。據麒麟寺天示郎所言，浦原喜助於雙亟刑台底下設置的療傷溫泉就是根據分析天示郎的溫泉研發而成。
除了療傷溫泉以外，麒麟寺天示郎亦凝聚血和靈壓調製了滾燙的特製溫泉。當外敵入侵麒麟殿的時候，麒麟寺天示郎就會啟動機關，釋放滾燙的特製溫泉發動攻擊，令接觸到溫泉的敵方身軀瞬間爆裂，然而俱備一定實力的對象仍能抵擋溫泉的高溫和侵蝕力。
- 「臥豚殿」

曳舟桐生負責管轄的「零番離殿」，為靈王宮的食之宮殿，建築屋頂類似蓋碗公形並以多根圓柱支撐，裡面擺放著堆積如山的食材。曳舟桐生在此擔任宮殿的主廚，負責在後方用門簾遮住的廚房中烹調具備靈魂精隨的料理（越奇怪的食材似乎就顯得越好吃），供給靈番隊成員和訪客享用，藉此將靈壓進駐於該對象的體內，提昇該對象的力量階層。
- 「鳳凰殿」

二枚屋王悅負責管轄的「零番離殿」，為靈王宮裡專門製造和重鑄斬魄刀的宮殿。當外來的訪客抵達此處時，會先通過有著奢華裝潢、接近現世俱樂部風格的分殿，並由清一色穿著和式短衣的女性實體化斬魄刀負責迎接來訪的賓客。真正的本殿則是座落於水上的懸崖邊緣，用木材和茅草搭建而成的簡陋小屋。本殿的地板下方，設有一間藏著許多實體化斬魄刀「淺打」的秘密房間，要重鑄斬魄刀的死神必須在這裡接受二枚屋王悅的測驗，以赤手空拳的狀態制伏週遭的淺打，並將自己選定的淺打交給二枚屋王悅，才能獲得新的斬魄刀。而在漫畫第538章裡，一護經由一心的轉述得悉自己的身世背景，再度抵達鳳凰殿的試煉房間後，則出現所有淺打並未主動攻擊接受測驗的當事者，反而主動向前者俯首下跪的罕見情形，連常駐於此的二枚屋王悅都對此感到十分驚訝。
由於二枚屋王悅鑄造斬魄刀的時候，需要使用大量的水冷卻斬魄刀，所以二枚屋王悅才會將本殿建於水面上的懸崖邊緣，並建立水管般的滑行通道，從本殿直達懸崖底部。滑行通道的出口處，有條通往高大的圍牆水幕的鋪石步道。
殿名暫時不詳，修多羅千手丸負責管轄的「零番離殿」，為零番離殿裡負責製作死霸裝的宮殿。此處的梁柱和地板遍佈著各色花紋的布綢，要重製死霸裝的死神，必須遵守修多羅千手丸的要求，褪去身上所有的衣物（包括內褲或兜檔布），才能讓修多羅千手丸測量死霸裝的尺寸，取得全新的死霸裝。
殿名暫時不詳，兵主部一兵衛負責管轄的「零番離殿」，為零番離殿裡專門提供給死神們修業的宮殿。此處的大氣靈子濃度異常濃厚，即便是經過曳舟桐生的協助提升靈力階層的死神也會在抵達此處的初期感到行動困難，僅能不停喘氣並蜷縮於地面，必須耗費一段時間，才能逐漸適應此處的環境。建築物猶如傳統的神社廟堂，矗立於山丘頂端。兵主部一兵衛於此擔任指導者，負責協助抵達此處的死神們進行修煉。

## 外部連結
- 细数《死神》里最值得参观的地方，腾讯动漫，2008年8月19日